# Août 1766
Le mois de août 1766 est le 8e mois de l'année 1766.

## Naissances
- 1er août
  - Ignaz Ladurner (mort le 4 mars 1839), pianiste et compositeur français d'origine autrichienne
  - Louis de Frotté (mort le 18 février 1800), militaire français
- 2 août : Louis Delgrès (mort le 28 mai 1802), colonel d’infanterie, abolitionniste, connu pour sa proclamation antiesclavagiste
- 3 août
  - Aaron Chorin (mort le 24 août 1844), rabbin hongrois
  - Jeffry Wyattville (mort le 18 février 1840), architecte anglais
  - Kurt Sprengel (mort le 15 mars 1833), botaniste et un médecin allemand
- 5 août : Bernard Augustin Cardenau (mort le 21 janvier 1841), homme politique français
- 6 août
  - Charles-François Beautemps-Beaupré (mort le 16 mars 1854), ingénieur hydrographe et cartographe français
  - William Hyde Wollaston (mort le 22 décembre 1828), physicien et chimiste britannique
- 9 août : Jean-Louis Lacroix (mort le 19 avril 1813), poète français
- 10 août : Ignace-Laurent-Stanislas d'Oullenbourg (mort le 28 mai 1833), général français de la Révolution et de l’Empire
- 13 août
  - David Cornelis van Lennep (mort le 10 février 1838), politicien belge
  - Pierre Dominique François Xavier Sauvaire (mort le 15 novembre 1813), homme politique français
- 16 août : William Johnstone Hope (mort le 2 mai 1831), politicien britannique
- 17 août
  - François Alexandre Thevenez d’Aoust (mort le 28 décembre 1827), colonel français de la Révolution et de l’Empire
  - Joseph Krohm (mort le 21 mars 1823), marin français
  - Peter Schousboe (mort le 26 février 1832), Botaniste danois
- 20 août : Giovanni Rasori (mort le 12 avril 1837), médecin italien
- 22 août : Joseph-Denis Doche (mort le 20 juillet 1825), compositeur, chef d'orchestre au théâtre du Vaudeville, Paris
- 23 août
  - Johann Centurius von Hoffmannsegg (mort le 13 décembre 1849), botaniste, entomologiste et ornithologue allemand
  - Louis Bertrand de Sivray (mort le 3 juillet 1850), général français
- 26 août : Pierre Hugues Victoire Merle (mort le 5 décembre 1830), général de la Révolution française et du Premier Empire
- 27 août : Jacques-Augustin-Catherine Pajou (mort le 28 novembre 1828), peintre français
- 29 août : Gabriel-Joseph Clément (mort le 2 août 1812), général français de la Révolution et de l’Empire

## Décès
- 3 août : Manuel-François de Portugal (né le 3 août 1697), prince portugais
- 5 août : Makino Tadahiro (né le 8 octobre 1741), daimyo
- 20 août : Bertrand-Jean-Baptiste-René du Guesclin (né le 30 août 1703), évêque français
- 23 août : Charles de Courbon-Blénac (né en 1710), officier de marine et aristocrate français
- 26 août : Philip Durell (né en 1707), officier de marine britannique